# Franz Bielmeier
Franz Heribert Bielmeier (alias (Mary Lou) Monroe) (* 27. Dezember 1960 in München) ist ein deutscher Musiker, der eine der zentralen Figuren der frühen deutschen Punkszene war. Er gab das erste deutschsprachige Punk-Fanzine The Ostrich heraus und war Texter und Gitarrist bei den Fehlfarben-Vorgängern Charley’s Girls und Mittagspause, später auch bei Aqua Velva.
Im September 1979 gründete Bielmeier das Rondo-Label, das er zusammen mit seiner Frau Heike und Xaõ Seffcheque betrieb und das bis 1982 bestand. Schon in den 1980er Jahren wurde Bielmeier auch als Grafiker und Maler aktiv. Bielmeier ist zudem einer der Protagonisten in Jürgen Teipels Buch Verschwende Deine Jugend.
2002 präsentierte er sich in Xaõ Seffcheques Kölner „Galerie Script“ mit erotischen Aquarellen, aber auch flächigen „sozialen Skulpturen“ zum ersten Mal öffentlich als bildender Künstler.
Seit 2007 betreibt Bielmeier einen Blog, bei dem er verschollene und unbekannte Aufnahmen veröffentlicht.

## Diskografie
- 1978: V.A. – SO 36 (Sampler zum Eröffnungsfestival des SO36 in Berlin; Stücke von Mittagspause: Bendorf lügt/Marmorstein/Industria Rabotnik/Deutschland)
- 1979: Mittagspause – s/t (Doppelsingle)
- 1979: Mittagspause – Herrenreiter (Single)
- 1979: Aqua Velva – Dich/Banana Boat (Single)
- 1980: Residenz – Albert Hilsberg ist ein Schwein (Single)
- 1981: Mittagspause – Punk macht dicken Arsch (Live LP)
- 1983: Mittagspause – s/t (Neuauflage der Doppelsingle im LP-Format als Remix)
- 1992: Mittagspause – Herrenreiter (CD mit Herrenreiter-Single und zuvor unveröffentlichten Demos von 1980)
- 1993: Charley’s Girls – Fuck (Doppelsingle mit alten Liveaufnahmen von 1978)
- 2004: Mittagspause – s/t (Neuauflage der Doppelsingle aus Japan)